# Odontoneura
Odontoneura är ett släkte av steklar som beskrevs av Förster 1869. Odontoneura ingår i familjen brokparasitsteklar.
Kladogram enligt Catalogue of Life och Dyntaxa:
| Odontoneura | \| \| Odontoneura annulicornis \| \| \| \| \| \| Odontoneura bifasciata \| \| \| \| |
|             | \| \| Odontoneura annulicornis \| \| \| \| \| \| Odontoneura bifasciata \| \| \| \| |
|             | Odontoneura annulicornis                                                            |
|             |                                                                                     |
|             | Odontoneura bifasciata                                                              |
|             |                                                                                     |